# Província de Sud Lípez

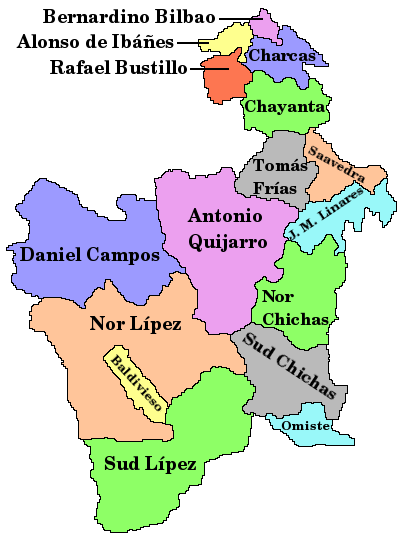
Les províncies del Departament de Potosí

La província de Sud Lípez és una de les 16 províncies del Departament de Potosí, a Bolívia. La seva capital és San Pablo de Lípez.